# Nebojša Popov

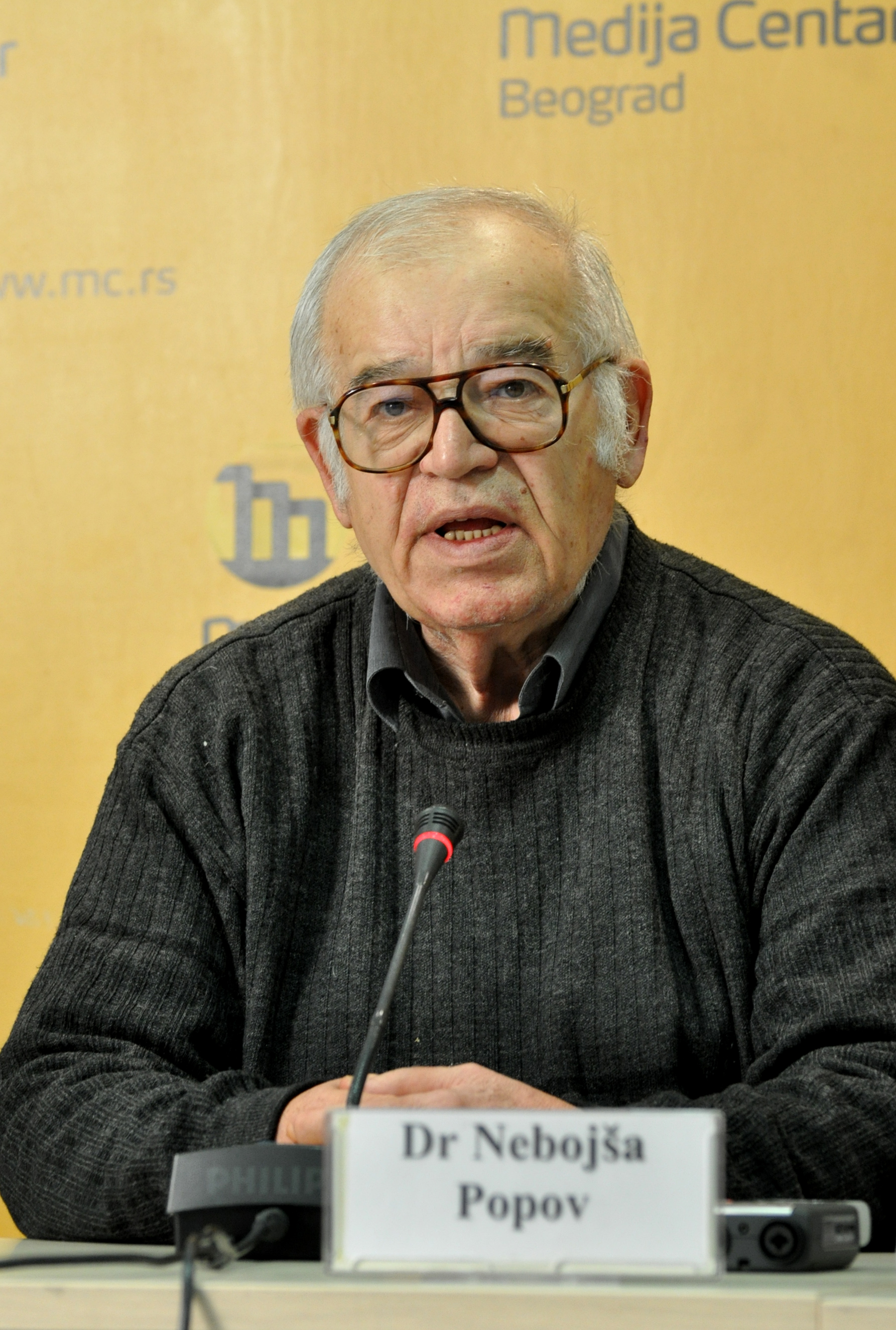
Nebojša Popov (2014)

Nebojša Popov (* 20. September 1939 in Zrenjanin (damals Petrovgrad), Jugoslawien; † 7. April 2016 ebenda) war ein jugoslawischer bzw. serbischer Soziologe.

## Leben
Als Assistent an der Universität Belgrad gehörte er der Praxis-Gruppe an. Er gehörte zu den acht Personen, die 1975 im Zuge des Verbots der Praxis-Gruppe aus der Universität entfernt wurden. Danach war er bis 2004 wissenschaftlicher Mitarbeiter am Institut za filozofiju i društvenu teoriju (Institut für Philosophie und Gesellschaftstheorie) in Belgrad.
Popov gehörte zu den Gründungsmitgliedern der Udruženje za jugoslovensku demokratsku inicijativu, deren Vorsitzender er zeitweise war. Er war Herausgeber der Zeitschrift Republika, die 1989 als Organ der UJDI gegründet wurde. Die Leitung der Chefredaktion des Magazins übergab er 2010 seinem langjährigen Assistenten Zlatoje Martinov.

## Schriften (Auswahl)
- Streiks in der gegenwärtigen jugoslawischen Gesellschaft, in: Praxis, Jg. 1970, S. 403–433
- (als Hrsg.): Srpska strana rata. Trauma i katarza u istorijskom pamćenju, 1996 (englische Ausgabe: The road to war in Serbia. Trauma and catharsis, 1998, ISBN 963-9116-56-4; gekürzte deutsche Ausgabe: Thomas Bremer, Nebojša Popov, Heinz-Günther Stobbe (Hrsg.): Serbiens Weg in den Krieg. Kollektive Erinnerung, nationale Formierung und ideologische Aufrüstung, 1998, ISBN 3-87061-694-6)
- (als Hrsg.): Sloboda i nasilje, razgovor o časopisu Praxis i korčulanskoj letnjoj školi (mit Milan Kangrga, Zagorka Golubović, Ivan Kuvačić, Božidar Jakšić, Ante Lešaja), 2003, ISBN 86-902945-1-1
- Ein Mensch ohne Alternativen ist kein Mensch (Interview) in: »1968« in Jugoslawien. Studentenproteste und kulturelle Avantgarde zwischen 1960 und 1975. Gespräche und Dokumente, hrsg. von Boris Kanzleiter und Krunoslav Stojaković, 2008 (ISBN 978-3-8012-4179-7), S. 185–200